# Bracon balteatus
Bracon balteatus är en stekelart som beskrevs av Marshall 1897. Bracon balteatus ingår i släktet Bracon och familjen bracksteklar. Inga underarter finns listade.